# Banatski Sokolac
Banatski Sokolac (srbsky Банатски Соколац, maďarsky Biószeg) je vesnice v severovýchodní části Srbska, administrativně spadající pod opštinu Plandište v autonomní oblasti Vojvodina. Vesnice se nachází při hranici s Rumunskem, nedaleko silnice č. 18. V roce 2011 zde žilo 272 obyvatel.
Z národnostního hlediska je obyvatelstvo v drtivé většině srbské národnosti (přes 90 %).
Vesnice vznikla v 20. letech 20. století na místě, kde se nacházela jiná již ve středověku. Dosídlili se sem kolonisté z neúrodných oblastí Hercegoviny, a dále Bosenské Krupy a Bosenského Petrovace. Původně se zde nacházely rozsáhlé polnosti maďarské šlechtičny, o které nicméně přišla nakonec v soudním sporu. Malá ves s pravoúhlou uliční sítí má pouze základní školu.